# Rødhalset ryle
Rødhalset ryle (Calidris ruficollis) er en vadefugl, der yngler i det nordvestlige Nordamerika og Østsibirien. Den overvintrer i Sydøstasien samt Australien og New Zealand. Den er set nogle få gange i Danmark.
|                              |
| Rødhalset ryle i sommerdragt |